# 上深涧乡
上深涧乡，是中华人民共和国山西省大同市新荣区下辖的一个乡镇级行政单位。2021年3月，撒销上深涧乡，整建制并入破鲁堡乡。

## 行政区划
上深涧乡下辖以下地区：
上深涧村、下深涧村、蔡家窑村、施家洼村、刘安窑村、马家村、后所沟村、前窑村、新村、北辛窑村、东梁村、前坡村、东坡村和后坡村。